# Сопка (береговой ракетный комплекс)
С-2 «Сопка» (индекс ГРАУ 4К87, по кодификации НАТО: SSC-2B «Samlet» («молодой лосось»)) — советский подвижный береговой ракетный комплекс с противокорабельной крылатой ракетой «Комета». 
Принят на вооружение береговых ракетно-артиллерийских войск ВМФ СССР в 1958 году, активно поставлялся на экспорт в социалистические страны в 1960-х годах.
В 1973 году применялся в ходе четвёртой арабо-израильской войны.

## Разработка и испытания
Мобильный противокорабельный ракетный комплекс «Сопка» создавался филиалом ОКБ-155-1 (ныне МКБ «Радуга») в соответствии с постановлением Совета Министров СССР № 2004—1073 от 1 декабря 1955 года.
В рамках заводских испытаний на полигоне Песчаная балка в Крыму было проведено 4 пуска с 27 ноября по 21 декабря 1957 года, в том числе два последних—залпом. Они в целом завершились успешно, только во втором пуске крылатая ракета вместо корабля-цели навелась на швартовую бочку.
В ходе государственных испытаний с 19 августа по 14 октября 1958 года на том же полигоне было проведено ещё 11 пусков (1 полностью успешный, 7 частично и 3 неудачных), по итогам которых 19 декабря того же года комплекс был принят на вооружение приказом главнокомандующего ВМФ СССР адмирала Горшкова.

## Эксплуатация
В 1958—1960 годах в СССР было развёрнуто шесть береговых ракетных полков комплексов «Сопка»: два на Балтийском флоте (27-й в районе Балтийска и 10-й в Вентспилсе), два на Тихоокеанском (21-й на Камчатке и 528-й в Приморье), один на Черноморском (51-й на мысе Фиолент в Крыму) и один на Северном (501-й на полуострове Рыбачий).
В августе 1962 года в рамках операции «Анадырь», ставшей причиной Карибского кризиса, на Кубу был доставлен 51-й отдельный береговой ракетный полк: 4 дивизиона по 2 пусковых установки (ПУ) и 8-10 ракет в каждом дивизионе. Позже его матчасть была передана вооружённым силам этой страны.
В 1964 году комплекс был принят на вооружение армий ГДР и Польши, во второй половине 1960-х годов поставлялся в ещё ряд стран соцлагеря.
Переданные Египту «Сопки» участвовали в Войне Судного дня: 9 октября 1973 года из района Александрии было выпущено 5 крылатых ракет по израильским катерам, в результате чего 1 катер был потоплен и 1 повреждён (по данным израильтян, потерь они не имели).
Несмотря на быстрое моральное устаревание, комплекс находился на вооружении вплоть до 1980-х годов, пережив и авиационный вариант той же ракеты, и ФКР-1, и стационарную «Стрелу».

## С-2 «Стрела»
Стационарный аналог комплекса «Сопка» (с идентичными крылатыми ракетами), разрабатывался по постановлению от 21 апреля 1954 года. В 1955 году началось строительство «Объекта 100» в Крыму на мысе Айя (там был развёрнут 362-й отдельный береговой ракетный полк) и «Объекта 101» на острове Кильдин (там разместился 616-й отдельный береговой ракетный полк). После успешных испытаний летом 1957 года комплекс был принят на вооружение 30 августа того же года приказом главкома ВМФ СССР.
В 1964 году было принято решение о перевооружении обоих полков новым комплексом «Утёс» с крылатой ракетой П-35, но по ряду причин оба дивизиона 362-й обрп перешли на него только к 1972 году, а оба дивизиона 616-го обрп к 1983 году.

## Описание комплекса
По первоначальным планам состав комплекса был идентичен ранее принятой на вооружение «Стреле»: в него должны были входить 4 пусковые установки Б-163, 8 крылатых ракет С-2 на полуприцепах ПР-15, РЛС обнаружения целей «Мыс», РЛС сопровождения «Бурун» и центральный пост с РЛС наведения С-1М, позже число РЛС «Бурун» и С-1М было удвоено, с приданием каждому из двух дивизионов.
Пусковая установка Б-163 была разработана в КБ завода «Большевик». Она представляла собой двухосный прицеп, буксируемый артиллерийским тягачом АТ-С. Направляющая балка для крылатой ракеты в походном положении занимала угол возвышения в 0°, в боевом в +10°, по горизонтали наводилась с помощью электродвигателя (или резервным ручным приводом). Для перезарядки установки с состыкованного прицепа ПР-15 имелся механизм заряжания.
Для перевозки крылатых ракет использовался полуприцеп ПР-15 с сёдельным тягачом ЗИЛ-157В.
В качестве ракеты была использована авиационная ПКР КС-1 «Комета», на которую устанавливался твердотопливный реактивный ускоритель СПРД-15.

## Тактико-технические характеристики
- Дальность поражения: 15 км (минимальная), 95 км (максимальная)
- Секторы обстрела каждого из дивизионов: ±85°
- Количество пусковых установок: 4
- Боекомплект ракет: 8
- Характеристики крылатой ракеты С-2:
  - Стартовая масса: 3419 кг
  - Масса боевой части: 1010 кг (860 кг ТГАГ-5)
  - Скорость полёта: 1050 км/ч
  - Высота маршевого участка полёта: 400 м
  - Время предстартовой подготовки: до 17 минут

## Операторы

### Современные
- КНДР — некоторое количество, по состоянию на 2003 год[1].

### Бывшие
- СССР
- ГДР
- ПНР
- Болгария
- Куба
- Египет
- Сирия